# Live (албум на Ей Си/Ди Си)
Live (от анг: На живо) е албум, съставен от парчета записани на живо, издаден през 1992 от австралийската хардрок група Ей Си/Ди Си (AC/DC). На пазара е пуснато единично и двойно (Live: 2 CD Collector's Edition) издание на албума. Самият албум прездставлява компилация от най-известните парчета на групата. През 2003 г. е преиздаден като част от сериите AC/DC Remasters.

## Списък на песните
1. „Thunderstruck“ (The Razors Edge) (Ангъс Йънг, Малкълм Йънг) – 4:52
2. „Shoot to Thrill“ (Back in Black) – 5:23
3. „Back in Black“ (Back in Black) – 4:28
4. „Who Made Who“ (Who Made Who) – 5:16
5. „Heatseeker“ (Blow Up Your Video) – 3:37
6. „The Jack“ (T.N.T.) (Ангъс Йънг, Малкълм Йънг, Бон Скот) – 6:56
7. „Moneytalks“ (The Razors Edge) (Ангъс Йънг, Малкълм Йънг) – 4:21
8. „Hells Bells“ (Back in Black) – 6:01
9. „Dirty Deeds Done Dirt Cheap“ (Dirty Deeds Done Dirt Cheap) (Ангъс Йънг, Малкълм Йънг, Бон Скот) – 5:02
10. „Whole Lotta Rosie“ (Let There Be Rock) (Ангъс Йънг, Малкълм Йънг, Бон Скот) – 4:30
11. „You Shook Me All Night Long“ (Back in Black) 3:54
12. „Highway to Hell“ (Highway to Hell) (Ангъс Йънг, Малкълм Йънг, Бон Скот) – 3:58
13. „T.N.T.“ (T.N.T.) (Ангъс Йънг, Малкълм Йънг, Бон Скот) – 3:48
14. „For Those About to Rock (We Salute You)“ (For Those About to Rock) – 7:09

2 CD Collector's Edition
Първи диск
1. „Thunderstruck“ (The Razors Edge) (Ангъс Йънг, Малкълм Йънг) – 4:52
2. „Shoot to Thrill“ (Back in Black) – 5:21
3. „Back in Black“ (Back in Black) – 4:28
4. „Sin City“ (Powerage) (Ангъс Йънг, Малкълм Йънг, Бон Скот) – 5:40
5. „Who Made Who“ (Who Made Who) – 5:16
6. „Heatseeker“ (Blow Up Your Video) – 3:37
7. „Fire Your Guns“ (The Razors Edge) – 3:42
8. „Jailbreak“ (Dirty Deeds Done Dirt Cheap) (Ангъс Йънг, Малкълм Йънг, Бон Скот) – 14:42
9. „The Jack“ (T.N.T.) (Ангъс Йънг, Малкълм Йънг, Бон Скот) – 6:57
10. „The Razor's Edge“ (The Razors Edge) – 4:36
11. „Dirty Deeds Done Dirt Cheap“ (Dirty Deeds Done Dirt Cheap) (Ангъс Йънг, Малкълм Йънг, Бон Скот) – 5:03
12. „Moneytalks“ (The Razors Edge) (Ангъс Йънг, Малкълм Йънг) – 4:20

Втори диск
1. „Hells Bells“ (Back in Black) – 6:01
2. „Are You Ready“ (The Razors Edge) – 4:34
3. „That's the Way I Wanna Rock 'n' Roll“ (Blow Up Your Video) – 3:57
4. „High Voltage“ (T.N.T.) (Ангъс Йънг, Малкълм Йънг, Бон Скот) – 10:32
5. „You Shook Me All Night Long“ (Back in Black) 3:54
6. „Whole Lotta Rosie“ (Let There Be Rock) (Ангъс Йънг, Малкълм Йънг, Бон Скот) – 4:30
7. „Let There Be Rock“ (Let There Be Rock) (Ангъс Йънг, Малкълм Йънг, Бон Скот) – 12:17
8. „Bonny“ (наречена на прякора на Бон Скот, но известна още като Fling Thing) – 1:03
9. „Highway to Hell“ (Highway to Hell) (Ангъс Йънг, Малкълм Йънг, Бон Скот) – 3:53
10. „T.N.T.“ (T.N.T.) (Ангъс Йънг, Малкълм Йънг, Бон Скот) – 3:48
11. „For Those About to Rock (We Salute You)“ (For Those About to Rock) – 7:09

Японското издание включва допълнителната песен „Hell Ain't a Bad Place to Be“ (Ангъс Йънг, Малкълм Йънг, Бон Скот). По-късно е включено в Backtracks през 2009.
- Всички песни са написани от Ангъс Йънг, Малкълм Йънг и Брайън Джонсън, освен където е отбелязано.

## Състав
- Брайън Джонсън – вокали
- Ангъс Йънг – соло китара
- Малкълм Йънг – ритъм китара, беквокали
- Клиф Уилямс – бас китара, беквокали
- Крис Слейд – барабани
- Продуцент – Брус Феърбеърн (Bruce Fairbairn)